# (1583) Antilochus
(1583) Antilochus – planetoida z grupy trojańczyków z obozu greckiego okrążająca Słońce w ciągu 11 lat i 201 dni w średniej odległości 5,11 au. Została odkryta 19 września 1950 roku w Observatoire Royal de Belgique w Uccle przez Sylvaina Arenda. Nazwa planetoidy pochodzi od Antilochosa, jednego z uczestników wojny trojańskiej. Przed nadaniem nazwy planetoida nosiła oznaczenie tymczasowe (1583) 1950 SA.